# Liste der Kulturgüter in Zweisimmen
Die Liste der Kulturgüter in Zweisimmen enthält alle Objekte in der Gemeinde Zweisimmen im Kanton Bern, die gemäss der Haager Konvention zum Schutz von Kulturgut bei bewaffneten Konflikten, dem Bundesgesetz vom 20. Juni 2014 über den Schutz der Kulturgüter bei bewaffneten Konflikten sowie der Verordnung vom 29. Oktober 2014 über den Schutz der Kulturgüter bei bewaffneten Konflikten unter Schutz stehen.
Objekte der Kategorien A und B sind vollständig in der Liste enthalten, Objekte der Kategorie C fehlen zurzeit (Stand: 10. Mai 2024). Unter übrige Baudenkmäler sind Objekte zu finden, die im Bauinventar des Kantons Bern als «schützenswert» verzeichnet sind.

## Kulturgüter
| Foto |                                                                                | Objekt                                                                         | Kat. | Typ | Standort                                         | Beschreibung |
| ---- | ------------------------------------------------------------------------------ | ------------------------------------------------------------------------------ | ---- | --- | ------------------------------------------------ | --- |
| ja   | Datei hochladen · Wikidata zu Reformierte Kirche mit Pfarrhaus (Q19362756)     | Reformierte Kirche mit Pfarrhaus KGS-Nr.: 01367                                | A    | G   | Kirchgasse 4c, 4d, 8 594874 / 155626             | Das im Kern aus dem 13. Jahrhundert stammende Kirchengebäude besitzt einen gefluchteten Baukörper mit einseitig polygonal geschlossenem Rechteckchor unter schindelgedecktem Satteldach. Daran angebaut sind ein massiger Chorscheitelturm aus dem frühen 15. Jahrhundert mit offenem Glockengaden und oktogonalem Spitzhelm sowie eine Sakristei. In der Nachbarschaft steht das 1490 erbaute Pfarrhaus, ein wehrturmartiger Putzbau unter mächtigem Vollwalmdach mit kurzem First und repräsentativer dreiachsiger Hauptfassadierung. |
| ja   | Datei hochladen · Wikidata zu Ruine Oberer Mannenberg (Q1700496)               | Mittelalterliche Burgruine Oberer Mannenberg / Manneberg Riedli KGS-Nr.: 01369 | A    | G   | Mannenberg 595650 / 157820                       | Spärliche, überwachsene Mauerreste einer Burg auf dem höchsten Punkt des Mannenbergs. Die einst sehr weitläufige Anlage bildete zusammen mit der unteren Burg bis zu ihrer Zerstörung im Jahr 1350 das Herrschaftszentrum des Obersimmentals. |
| ja   | Datei hochladen · Wikidata zu Schloss Blankenburg mit Schlossscheune (Q455214) | Schloss Blankenburg mit Schlossscheune KGS-Nr.: 01370                          | B    | G   | Blankenburg, Lenkstrasse 70, 70a 596100 / 154200 | In den Jahren 1768 bis 1770 Schloss in Form einer barocken Campagne, entstanden auf den Fundamenten einer 1329 erstmals erwähnten Burg. Die L-förmige Anlage besteht aus einem zweigeschossigen Corps de Logis und einem eingeschossigen Seitenflügel, die den Schlosshof umgibt. Der Hof wiederum wird über eine gedeckte doppelarmige Freitreppe erschlossen. |

## Übrige Baudenkmäler
Hinweis: Anstelle der KGS-Nummer wird als Objekt-Identifikator (ID) die Grundstücksnummer verwendet.
| ID         | Foto |                                                                         | Objekt                                                        | Typ | Standort                                                       | Beschreibung |
| ---------- | ---- | ----------------------------------------------------------------------- | ------------------------------------------------------------- | --- | -------------------------------------------------------------- | ------------ |
| 4          | BW   | Datei hochladen                                                         | Bauernhaus (um 1700)                                          | G   | Oberriedstrasse 17 595746 / 156213                             |              |
| 12         | BW   | Datei hochladen                                                         | Bauernhaus (16. Jh.)                                          | G   | Blankenburg, Lenkstrasse 37 596004 / 154834                    |              |
| 23         | ja   | Datei hochladen · Wikidata zu Wohnhaus (1899) (Q116359925)              | Wohnhaus (1899)                                               | G   | Thunstrasse 17 595005 / 156025                                 |              |
| 31         | BW   | Datei hochladen                                                         | Pferdescheune (1770)                                          | G   | Blankenburg, Lenkstrasse 70a 596089 / 154236                   |              |
| 64         | BW   | Datei hochladen                                                         | Wohn- und Geschäftshaus (1905)                                | G   | Schützenstrasse 6 595041 / 155947                              |              |
| 82         | BW   | Datei hochladen                                                         | Bauernhaus (1606)                                             | G   | Hintere Hinderi Gasse 40 596071 / 157190                       |              |
| 109        | BW   | Datei hochladen                                                         | Bauernhaus (1758)                                             | G   | Steineggstrasse 1 595095 / 157181                              |              |
| 146        | BW   | Datei hochladen                                                         | Doppel-Bauernhaus (Ende 18. Jh.)                              | G   | Oeschseite, Hintere Reichenstein-Strasse 6, 6a 591009 / 152776 |              |
| 151        | BW   | Datei hochladen                                                         | Bauernhaus (frühes 17. Jh.)                                   | G   | Blankenburg, Betelriedgasse 9 596248 / 154530                  |              |
| 162        | BW   | Datei hochladen                                                         | Bauernhaus (1791)                                             | G   | Hintere Reichenstein-Strasse 3 591532 / 152824                 |              |
| 168        | BW   | Datei hochladen                                                         | Wohn- und Geschäftshaus (1908–1910)                           | G   | Lenkstrasse 2 594870 / 155818                                  |              |
| 180        | BW   | Datei hochladen                                                         | Bauernhaus (1793)                                             | G   | Obeggstrasse 6 594664 / 156684                                 |              |
| 191        | BW   | Datei hochladen                                                         | Wohnhaus (um 1900)                                            | G   | Cholplatz 7 596202 / 158745                                    |              |
| 205        | BW   | Datei hochladen                                                         | Bauernhaus (1. Hälfte 17. Jh.)                                | G   | Hofstettenstrasse 6 596151 / 158902                            |              |
| 308        | BW   | Datei hochladen                                                         | Bauernhaus (1605)                                             | G   | Oeschseite, Alte Reichenstein-Gasse 5 593170 / 153800          |              |
| 332; 1805  | BW   | Datei hochladen                                                         | Ehemaliges Doppel-Bauernhaus (1695)                           | G   | Obeggstrasse 8, 8a 594687 / 156703                             |              |
| 334        | BW   | Datei hochladen                                                         | Bauernhaus (1832)                                             | G   | Lenkstrasse 23 595365 / 155441                                 |              |
| 357; 1378  | BW   | Datei hochladen                                                         | Doppel-Bauernhaus (1622)                                      | G   | Loch-Gässli 6, 6a 596096 / 158436                              |              |
| 392        | BW   | Datei hochladen                                                         | Wohnhaus (1918)                                               | G   | Obeggstrasse 14 594777 / 157188                                |              |
| 403        | BW   | Datei hochladen                                                         | Bauernhaus (1758)                                             | G   | Heimersbergstrasse 12 594796 / 158314                          |              |
| 406; 872   | BW   | Datei hochladen                                                         | Doppel-Bauernhaus (1621)                                      | G   | Cholplatz 1, 1a 596169 / 158765                                |              |
| 435        | BW   | Datei hochladen                                                         | Alphütte (1811)                                               | G   | Heimersbergstrasse 14 594712 / 158412                          |              |
| 443        | ja   | Datei hochladen · Wikidata zu Gasthof Bären (Q114570538)                | Gasthof Bären (1. Viertel 19. Jh.)                            | G   | Thunstrasse 1 594909 / 155895                                  |              |
| 469        | BW   | Datei hochladen                                                         | Ehemaliges Bauernhaus (um 1700)                               | G   | Bolgengasse 12 594884 / 156091                                 |              |
| 472; 1879  | ja   | Datei hochladen · Wikidata zu Ehemaliges Doppelbauernhaus (Q114571344)  | Ehemaliges Doppelbauernhaus (1668)                            | G   | Eckhausgasse 4, 6 594972 / 155661                              |              |
| 497        | BW   | Datei hochladen                                                         | Bauernhaus (um 1600)                                          | G   | Leimerengasse 2 596186 / 157308                                |              |
| 517        | BW   | Datei hochladen                                                         | Bauernhaus (17. Jh.)                                          | G   | Blankenburg, Betelriedgasse 1 596165 / 154498                  |              |
| 557        | BW   | Datei hochladen                                                         | Ehemaliges Doppel-Bauernhaus (frühes 17. Jh.)                 | G   | Lenkstrasse 11a 595017 / 155710                                |              |
| 561        | BW   | Datei hochladen                                                         | Bauernhaus (1789)                                             | G   | Blachti 601 593200 / 157303                                    |              |
| 567        | BW   | Datei hochladen                                                         | Bauernhaus (1711)                                             | G   | Stampfi-Gässli 5 594817 / 155961                               |              |
| 592        | BW   | Datei hochladen                                                         | Bauernhaus (1913)                                             | G   | Hinderi Gasse 7 595831 / 157250                                |              |
| 592        | BW   | Datei hochladen                                                         | Bauernhaus (frühes 17. Jh.)                                   | G   | Hinderi Gasse 9 595923 / 157232                                |              |
| 654        | BW   | Datei hochladen                                                         | Bauernhaus (1810)                                             | G   | Hofstettenstrasse 20 596532 / 160110                           |              |
| 671        | BW   | Datei hochladen                                                         | Wohnhaus (1902)                                               | G   | Bahnhofstrasse 9 595067 / 155844                               |              |
| 671        | BW   | Datei hochladen                                                         | Schopf (1902)                                                 | G   | Bahnhofstrasse 9a 595054 / 155864                              |              |
| 673        | BW   | Datei hochladen                                                         | Wohn- und Geschäftshaus (1905)                                | G   | Montreuxstrasse 2 595034 / 155970                              |              |
| 684        | ja   | Datei hochladen                                                         | Bauernhaus (1655)                                             | G   | Oeschseite, Hintere Reichenstein-Strasse 1 591501 / 152860     |              |
| 705        | BW   | Datei hochladen                                                         | Bauernhaus (1749)                                             | G   | Oeschseitenstrasse 19 594460 / 154484                          |              |
| 735        | BW   | Datei hochladen                                                         | Bauernhaus (2. Hälfte 17. Jh.)                                | G   | Steineggstrasse 7 595082 / 157203                              |              |
| 741        | BW   | Datei hochladen                                                         | Bauernhaus (frühes 17. Jh.)                                   | G   | Hinderi Gasse 20 595864 / 157185                               |              |
| 751        | BW   | Datei hochladen                                                         | Wohn- und Geschäftshaus (1905)                                | G   | Montreuxstrasse 4 595050 / 155922                              |              |
| 757        | BW   | Datei hochladen                                                         | Bauernhaus (17. Jh.)                                          | G   | Cholplatz 5 596183 / 158758                                    |              |
| 777        | BW   | Datei hochladen                                                         | Wohn- und Geschäftshaus (1905)                                | G   | Bahnhofstrasse 16 595073 / 155816                              |              |
| 820        | BW   | Datei hochladen                                                         | Schlossscheune (1601)                                         | G   | Blankenburg, Lenkstrasse 55 596246 / 153995                    |              |
| 837        | ja   | Datei hochladen                                                         | Ehemals Bauernhaus / Restaurant Galerie Hüsy (frühes 19. Jh.) | G   | Blankenburg, Hüsy-Stutz 1 596142 / 154357                      |              |
| 847        | BW   | Datei hochladen                                                         | Bauernhaus (1. Drittel 18. Jh.)                               | G   | Oeschseite, Alte Saanenmöserstrasse 5 592883 / 152757          |              |
| 856        | BW   | Datei hochladen                                                         | Bauernhaus (1746)                                             | G   | Blankenburg, Lenkstrasse 47 596129 / 154539                    |              |
| 899        | BW   | Datei hochladen                                                         | Bauernhaus (um 1810)                                          | G   | Blankenburg, Lenkstrasse 25 595790 / 155004                    |              |
| 911        | BW   | Datei hochladen                                                         | Bauernhaus (1686)                                             | G   | Oeschseite, Chaltebrunne-Weg 1 593109 / 153083                 |              |
| 934        | BW   | Datei hochladen                                                         | Bauernhaus (1915)                                             | G   | Riedliweg 6 593934 / 154396                                    |              |
| 940        | ja   | Datei hochladen                                                         | Ehemaliges Bauernhaus (1634)                                  | G   | Lerchgasse 3 594988 / 155803                                   |              |
| 971        | BW   | Datei hochladen                                                         | Bauernhaus (1815)                                             | G   | Wyermattenstrasse 12 594482 / 153963                           |              |
| 979        | BW   | Datei hochladen                                                         | Bauernhaus (Mitte 19. Jh.)                                    | G   | Riedliweg 4 594016 / 154472                                    |              |
| 1050       | BW   | Datei hochladen                                                         | Bauernhaus (2. Hälfte 17. Jh.)                                | G   | Blankenburg, Betelriedgasse 2 596139 / 154466                  |              |
| 1092       | ja   | Datei hochladen                                                         | Alte Post (1807)                                              | G   | Blankenburg, Lenkstrasse 66 596120 / 154414                    |              |
| 1097       | BW   | Datei hochladen                                                         | Wohnhaus (1903)                                               | G   | Bahnhofstrasse 8 594963 / 155820                               |              |
| 1114       | BW   | Datei hochladen                                                         | Bauernhaus (1687)                                             | G   | Oeschseitenstrasse 8 593295 / 153396                           |              |
| 1122; 1325 | ja   | Datei hochladen                                                         | Ehemaliges Doppelbauernhaus (um 1550)                         | G   | Eckhausgasse 8, 10 594958 / 155666                             |              |
| 1139       | BW   | Datei hochladen                                                         | Bauernhaus (16. Jh.)                                          | G   | Blankenburg, Olympiaweg 8 596008 / 154836                      |              |
| 1032; 1143 | ja   | Datei hochladen                                                         | Doppel-Bauernhaus (1. Hälfte 16. Jh. und 19. Jh.)             | G   | Blankenburg, Betelriedgasse 3, 3a 596239 / 154481              |              |
| 1144       | BW   | Datei hochladen                                                         | Doppelwohnhaus (1900)                                         | G   | Eckhausgasse 12 594937 / 155667                                |              |
| 1159       | BW   | Datei hochladen                                                         | Bauernhaus (1667)                                             | G   | Äussere Gasse 15 596069 / 157351                               |              |
| 1182       | BW   | Datei hochladen                                                         | Bauernhaus (1663)                                             | G   | Loch-Gässli 2 596100 / 158510                                  |              |
| 1188       | ja   | Datei hochladen · Wikidata zu Ehemaliges Bauernhaus (1538) (Q109496330) | Ehemaliges Bauernhaus (1538)                                  | G   | Blankenburg, Hüsy-Stutz 3 596191 / 154426                      |              |
| 1225       | BW   | Datei hochladen                                                         | Bauernhaus (1651)                                             | G   | Blankenburg, Betelriedgasse 4 596179 / 154467                  |              |
| 1280       | BW   | Datei hochladen                                                         | Treppenhaus und Eingangspforte (18. Jh.)                      | G   | Kirchgasse 4b 594902 / 155647                                  |              |
| 1286       | BW   | Datei hochladen                                                         | Ehemalige Gerberei (1869)                                     | G   | Bolgengasse 3 594863 / 155947                                  |              |
| 1294       | BW   | Datei hochladen                                                         | Bauernhaus (1783)                                             | G   | Reichensteinstrasse 15 592243 / 153059                         |              |
| 1295       | BW   | Datei hochladen                                                         | Bauernhaus (1695)                                             | G   | Oeschseite, Alte Reichenstein-Gasse 3 592989 / 153686          |              |
| 1304       | BW   | Datei hochladen                                                         | Bauernhaus (um 1600)                                          | G   | Hinderi Gasse 42 596143 / 157215                               |              |
| 1329       | BW   | Datei hochladen                                                         | Bauernhaus (um 1820)                                          | G   | Heimersbergstrasse 6 594716 / 157252                           |              |
| 1349       | BW   | Datei hochladen                                                         | Bauernhaus (1794)                                             | G   | Hängelenbrügg-Weg 1 592806 / 152999                            |              |
| 1473       | ja   | Datei hochladen · Wikidata zu Obersimmentaler Heimatmuseum (Q27490339)  | Ehemaliges Bauernhaus (1647)                                  | G   | Kirchgasse 11 594905 / 155566                                  |              |
| 1473       | BW   | Datei hochladen                                                         | Scheune (18. Jh.)                                             | G   | Kirchgasse 11a 594889 / 155548                                 |              |
| 1476       | BW   | Datei hochladen                                                         | Stöckli (1. Hälfte 19. Jh.)                                   | G   | Blankenburg, Lenkstrasse 27 595806 / 155003                    |              |
| 1898       | BW   | Datei hochladen                                                         | Ehemaliges Hotel und Restaurant Mon Bijou (1905)              | G   | Thunstrasse 8 595015 / 155996                                  |              |
| 2466       | BW   | Datei hochladen                                                         | Ehemaliges Bauernhaus (um 1810)                               | G   | Obeggstrasse 2 594844 / 156453                                 |              |
| 2616       | ja   | Datei hochladen · Wikidata zu Bahnhof Zweisimmen (Q15964311)            | Bahnhof der Montreux-Oberland-Bahn (1905)                     | G   | Bahnhofstrasse 18 595103 / 155791                              |              |
| 2618 2784  | ja   | Datei hochladen                                                         | Eisenbahnbrücke der Montreux-Oberland-Bahn (um 1905)          | G   | Portmatte N.N. 595613 / 155107                                 |              |
| 2779       | ja   | Datei hochladen                                                         | Ehemalige Friedhofskapelle mit Beinhaus (1481)                | G   | Kirchgasse 6b 594904 / 155625                                  |              |
| 2785       | BW   | Datei hochladen                                                         | Umformerstation der Montreux-Oberland-Bahn (1904)             | G   | Oeschseitenstrasse 1 594504 / 154446                           |              |
| 2846       | ja   | Datei hochladen                                                         | Bauernhaus (1586)                                             | G   | Blankenburg, Betelriedgasse 6 596293 / 154502                  |              |
| 2863       | BW   | Datei hochladen                                                         | Bauernhaus (1694)                                             | G   | Oeschseitenstrasse 2 594463 / 154601                           |              |